# Huizhou
Huizhou is een stad en een stadsprefectuur in het zuiden van de provincie Guangdong in Volksrepubliek China. De prefectuur heeft een oppervlakte van 11.158 km². Het is daarmee iets groter dan de Nederlandse provincies: Limburg, Noord-Brabant en Zuid-Holland bij elkaar die samen ongeveer 10.708 km² zijn. De prefectuur heeft 6.042.852 inwoners, de stad zelf heeft 2.900.113 inwoners.
De stad is onderdeel van de agglomeratie rondom Guangzhou (Kanton), de Parelrivierdelta, met 72.7 miljoen inwoners de grootste metropool ter wereld.

## Geografie
Huizhou ligt ten noorden van Shenzhen, ten oosten van Dongguan en Guangzhou, ten zuiden van Shaoguan en Heyuan en ten westen van Shanwei.
De stadsagglomeratie bestaat uit vijf districten:
- Huicheng 惠城区 (roodgekleurd op de kaart)
- Huiyang 惠阳区 (donkerblauwgekleurd op de kaart)
- Boluo 博罗县 (paarsgekleurd op de kaart)
- Huidong 惠东县 (beigegekleurd op de kaart)
- Longmen 龙门县 (groengekleurd op de kaart)

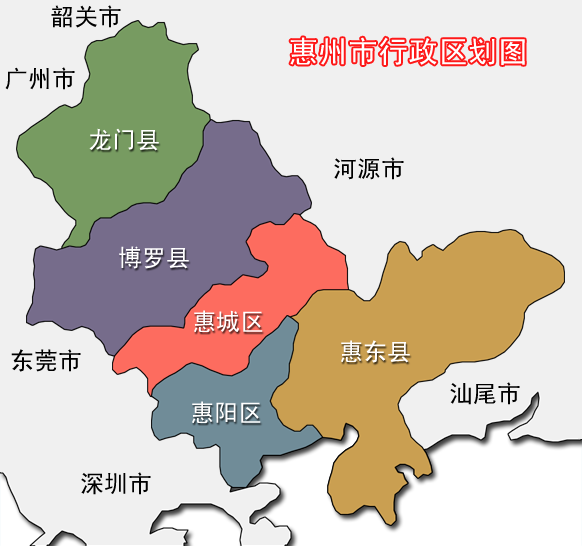
Indeling van Huizhou

## Demografie
Het overgrote deel van de Huizhounezen is Hakka. Daarom is Huizhouhua, het plaatselijke dialect, een Hakkanees dialect. Er wonen ongeveer 6 miljoen mensen in Huizhou (2020).

## Galerij

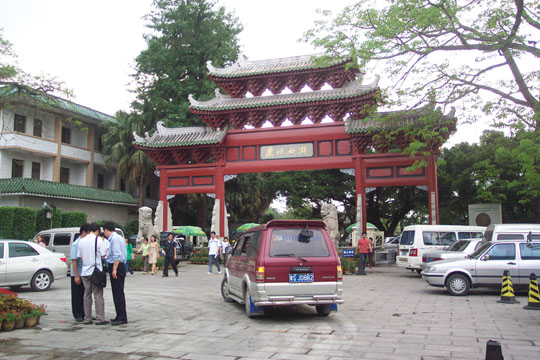
Xihu-poort in Huizhou
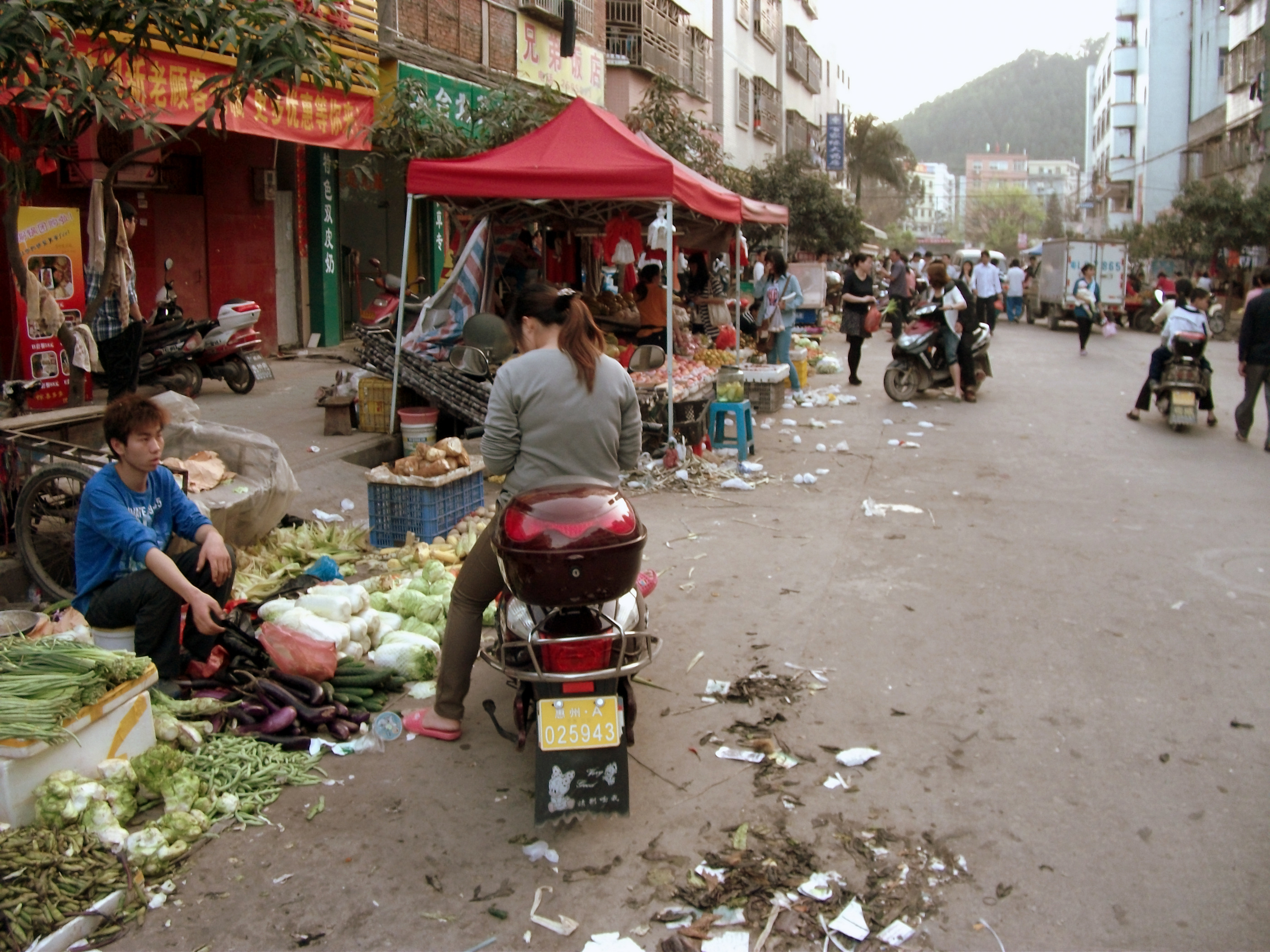
Pittoreske shopping op het lokale groene markt
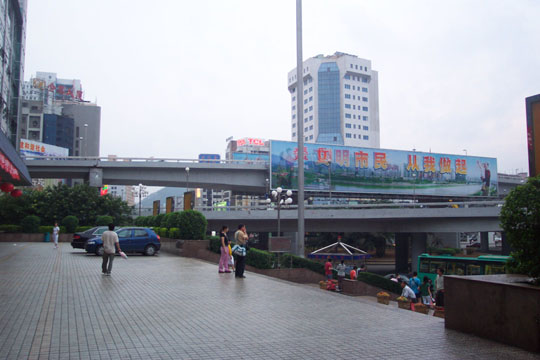
Centrum van Huizhou